# Лос Лусерос (Њу Мексико)
Лос Лусерос (енгл. Los Luceros) насељено је место без административног статуса у америчкој савезној држави Њу Мексико.

## Демографија
По попису из 2010. године број становника је 906.
| Група             | 2000.    | 2010.       |
| Белци             | 0 (0,0%) | 67 (7,4%)   |
| Афроамериканци    | 0 (0,0%) | 0 (0,0%)    |
| Азијати           | 0 (0,0%) | 0 (0,0%)    |
| Хиспаноамериканци | 0 (0,0%) | 816 (90,1%) |
| Укупно            | 0        | 906         |